# 170 Maria
Maria /məˈriːə/ (định danh hành tinh vi hình: 170 Maria) là một tiểu hành tinh kiểu S ở vành đai chính. Tên nó được dùng để đặt cho nhóm tiểu hành tinh họ Maria.
Ngày 10 tháng 1 năm 1877, nhà thiên văn học người Pháp Henri J. A. Perrotin phát hiện tiểu hành tinh Maria khi ông thực hiện quan sát tại Đài quan sát Toulouse. Quỹ đạo của nó được nhà thiên văn học người Ý Antonio Abetti tính toán ra, nên tiểu hành tinh này được đặt theo tên em gái của ông là Maria.
Ngày 10 tháng 06 năm 1997, từ Manitoba, Canada, người ta đã quan sát thấy nó che khuất một ngôi sao.